# Équipe du Canada de soccer à la Coupe des confédérations 2001
L'équipe du Canada de soccer participe à sa 1re Coupe des confédérations lors de l'édition 2001 qui se tient au Japon et en Corée du Sud, du 31 mai au 10 juin 2001. Elle se rend à la compétition en tant que vainqueur de la Gold Cup 2000.

## Résultats

### Phase de groupe
|   | Équipe   | Pts | J | G | N | P | BP | BC | Diff |
| - | -------- | --- | - | - | - | - | -- | -- | ---- |
| 1 | Japon    | 7   | 3 | 2 | 1 | 0 | 5  | 0  | +5   |
| 2 | Brésil   | 5   | 3 | 1 | 2 | 0 | 2  | 0  | +2   |
| 3 | Cameroun | 3   | 3 | 1 | 0 | 2 | 2  | 4  | -2   |
| 4 | Canada   | 1   | 3 | 0 | 1 | 2 | 0  | 5  | -5   |

| 31 mai 2001 | Japon    | 3 | 0 | Canada |
| 2 juin 2001 | Canada   | 0 | 0 | Brésil |
| 4 juin 2001 | Cameroun | 2 | 0 | Canada |

| 31 mai 2001                       | Japon                                   | 3 - 0 | Canada | Niigata Stadium, Niigata                        |                                                 |
| 19:30 · Historique des rencontres | Ono 57e · Nishizawa 60e · Morishima 88e |       |        | Spectateurs : 39 006 Arbitrage : Simon Micallef | Spectateurs : 39 006 Arbitrage : Simon Micallef |
| 19:30 · Historique des rencontres | Rapport                                 |       |        | Spectateurs : 39 006 Arbitrage : Simon Micallef | Spectateurs : 39 006 Arbitrage : Simon Micallef |

| 2 juin 2001                       | Canada  | 0 - 0 | Brésil | Kashima Stadium, Ibaraki                |                                         |
| 17:00 · Historique des rencontres |         |       |        | Spectateurs : 12 095 Arbitrage : Jun Lu | Spectateurs : 12 095 Arbitrage : Jun Lu |
| 17:00 · Historique des rencontres | Rapport |       |        | Spectateurs : 12 095 Arbitrage : Jun Lu | Spectateurs : 12 095 Arbitrage : Jun Lu |

| 4 juin 2001                       | Cameroun                  | 2 - 0 | Canada | Niigata Stadium, Niigata                      |                                               |
| 19:30 · Historique des rencontres | Tchoutang 48e · Mboma 83e |       |        | Spectateurs : 15 822 Arbitrage : Byron Moreno | Spectateurs : 15 822 Arbitrage : Byron Moreno |
| 19:30 · Historique des rencontres | Rapport                   |       |        | Spectateurs : 15 822 Arbitrage : Byron Moreno | Spectateurs : 15 822 Arbitrage : Byron Moreno |

## Effectif
Sélectionneur :  Holger Osieck
| No. | Pos.      | Joueur            | Date de naissance et âge | Sélec. | Club                            |
| --- | --------- | ----------------- | ------------------------ | ------ | ------------------------------- |
| 1   | Gardien   | Craig Forrest     | 20 septembre 1967        |        | West Ham United FC              |
| 2   | Milieu    | Jeffrey Clarke    | 18 octobre 1977          |        | Portland Timbers                |
| 3   | Défenseur | Mark Watson       | 8 septembre 1970         |        | DC United                       |
| 4   | Défenseur | Tony Menezes      | 24 novembre 1974         |        | Botafogo                        |
| 5   | Défenseur | Jason de Vos      | 2 janvier 1974           |        | Dundee United FC                |
| 6   | Milieu    | Jason Bent        | 8 mars 1977              |        | FC Copenhague                   |
| 7   | Milieu    | Paul Stalteri     | 18 octobre 1977          |        | Werder Brême                    |
| 8   | Milieu    | Nick Dasovic      | 5 décembre 1968          |        | Saint Johnstone                 |
| 9   | Attaquant | Carlo Corazzin    | 25 décembre 1971         |        | Oldham Athletic                 |
| 10  | Milieu    | Davide Xausa      | 10 mars 1976             |        | Livingston FC                   |
| 11  | Milieu    | Jim Brennan       | 8 mai 1977               |        | Nottingham Forest               |
| 12  | Gardien   | Pat Onstad        | 13 janvier 1968          |        | Rochester Raging Rhinos         |
| 13  | Défenseur | Carl Fletcher     | 26 décembre 1971         |        | Impact de Montreal              |
| 14  | Milieu    | Daniel Imhof      | 22 novembre 1977         |        | FC Saint-Gall                   |
| 15  | Milieu    | Richard Hastings  | 18 mai 1977              |        | Inverness Caledonian Thistle FC |
| 16  | Attaquant | Garret Kusch      | 26 septembre 1973        |        | Hønefoss BK                     |
| 17  | Attaquant | Dwayne De Rosario | 15 mai 1978              |        | San Jose Earthquakes            |
| 18  | Milieu    | Tamandani Nsaliwa | 28 janvier 1982          |        | 1.FC Nuremberg                  |
| 19  | Attaquant | Paul Peschisolido | 25 mai 1971              |        | Fulham FC                       |
| 20  | Défenseur | Kevin McKenna     | 21 janvier 1980          |        | Hearts                          |
| 21  | Milieu    | Marc Bircham      | 11 mai 1978              |        | Millwall FC                     |
| 23  | Gardien   | Michael Franks    | 20 avril 1977            |        | Hibernian FC                    |

## Navigation